# تپه ارداق ۱
تپه ارداق ۱ در ۴ کیلومتری شمال قزوین واقع شده و این اثر در تاریخ ۱۶ آبان ۱۳۷۹ با شمارهٔ ثبت ۲۸۵۱ به‌عنوان یکی از آثار ملی ایران به ثبت رسیده است.